# Gul anemone
Gul anemone (Anemone ranunculoides) er en 10-25 cm høj, flerårig urt, der vokser i muldrige løvskove og krat. De gule blomster ses i april og maj. Arten er indikatorplante for næringsrig muldbund.
Navnet ranunculoides betyder 'ranunkel-agtig' og hentyder til de gule blomster.

## Beskrivelse
Gul anemone er en flerårig urt med en opstigende-opret vækst, som bliver tæppedannende. Bladene er kransstillede og næsten ustilkede med tre hovedafsnit, som er dybt håndsnitdelte. Oversiden er glat og græsgrøn, mens undersiden er lidt mere bleggrøn.
Blomstringen sker i april-maj og begynder omkring 10 dage senere end hos hvid anemone. Hver stængel bærer 2-3, endestillede blomster. Blomsterne er smørgule med 5 blosterblade og talrige støvdragere. Frugterne er nødder.
Højde x bredde og årlig tilvækst: 0,20 x 0,10 m (20 x 10 cm/år), heri dog ikke medregnet eventuelle andre skud fra jordstænglerne. Disse mål kan fx bruges til beregning af planteafstande, når arten anvendes som kulturplante.
Rodnettet består af den vandrette, krybende jordstængel og de trævlede rødder, som udspringer fra den.

## Voksested
Arten forekommer naturligt i det meste af Europa og i Kaukasus. I Danmark findes den især i den østlige del af landet, dér hvor råjorden består af mineralrigt ler.
I næringsrige moser i Århus Amt findes den sammen med bl.a. ask, benved, firblad, hassel, alm. hyld, alm. hæg, skælrod, dansk arum, druehyld, fladkravet kodriver, navr, druemunke, tyndakset gøgeurt og ægbladet fliglæbe.

## Indikatorplante
Planten anses for at være indikatorplante for næringsrig muldbund af den allerbedste slags. Den er knyttet til plantesamfundet Alno-Ulmion, som findes på de allerbedste jorde med strømmende, kalium- og magnesiumrigt grundvand.

## Hybrider
Hvor hvid og gul anemone vokser sammen kan der opstå hybrider med stilkede stængelblade og bleggule blomster. Krydsningen kaldes svovlgul anemone (Anemone x lipsiensis) og udvikler sjældent frugt.
| Portal | Portal:Botanik |